# Paco López
 (juillet 2025).
Si vous disposez d'ouvrages ou d'articles de référence ou si vous connaissez des sites web de qualité traitant du thème abordé ici, merci de compléter l'article en donnant les références utiles à sa vérifiabilité et en les liant à la section « Notes et références ».
Francisco López, né le 19 septembre 1967 à Silla (province de Valence, Espagne), est un footballeur espagnol qui jouait au poste d'attaquant, désormais reconverti en entraîneur.

## Biographie

### Joueur
Paco López se forme dans les catégories inférieures du Valence CF. Il joue avec l'équipe réserve entre 1984 et 1989.
En 1991, il rejoint l'Hércules d'Alicante, où il reste jusqu'en 1994. Avec ce club, il découvre la Segunda División (D2) lors de la saison 1993-1994 (21 matchs, deux buts).
Il joue ensuite brièvement avec le CF Extremadura (sept matchs et un but en D2). Il évolue par la suite avec le Levante UD, et le CD Castellón. Avec Castellón, il inscrit 16 buts en Segunda División B (D3) lors de la saison 1997-1998, ce qui constitue sa meilleure performance. 
Il évolue ensuite avec les clubs du Real Murcie et du Benidorm CF. Il met un terme à sa carrière de joueur en 2002.

### Entraîneur
Il commence à entraîner dans les catégories inférieures du Villarreal CF. Lors de la saison 2004-2005, il entraîne le Villarreal C. Il passe ensuite trois saisons avec Catarroja en Tercera División (D4).
En 2008, il signe avec Benidorm CF en Segunda División B (D3). Puis en 2009, il rejoint le CD Alcoyano où il remplace José Bordalás. Il dirige pendant deux saisons les joueurs d'Alcoyano en Segunda División B.
En 2011, il signe avec le FC Cartagena en Segunda División (D2), mais il est limogé après seulement quatre matchs. Par la suite, en octobre 2012, il devient entraîneur de l'équipe réserve du Valence CF.
En novembre 2013, il retourne à Villarreal pour entraîner l'équipe C, puis en juillet 2014, il commence à entraîner l'équipe B. Il reste à ce poste jusqu'en 2017. 
Lors de l'été 2017, il rejoint le Levante UD afin d'entraîner l'équipe réserve. En mars 2018, il devient entraîneur de l'équipe première (qui milite en D1), à la suite du limogeage de Juan Ramón López Muñiz. 
Le 3 octobre 2021 après la défaite contre le RCD Majorque  (1-0) Paco López est démis de ses fonctions par Levante UD. 